# Nothapodytes obtusifolia
Nothapodytes obtusifolia är en järneksväxtart som först beskrevs av Merrill, och fick sitt nu gällande namn av Howard. Nothapodytes obtusifolia ingår i släktet Nothapodytes och familjen Stemonuraceae. Inga underarter finns listade i Catalogue of Life.